# Ommatius subgracilis
Ommatius subgracilis là một loài ruồi trong họ Asilidae. Ommatius subgracilis được Bromley miêu tả năm 1935. Loài này phân bố ở miền Ấn Độ - Mã Lai.